# Brand New Love
「Brand New Love」（ブランド・ニュー・ラブ）はWANDSの13枚目のシングル。

## 概要
第3期WANDSとしては2作目のシングルで、前作からおよそ5ヶ月ぶりのリリースとなる。表題曲の作詞は、ZARDの坂井泉水が手がけた。
本作で初めて第3期WANDSメンバーの姿がジャケットに載った。

## 記録
WANDSのシングルとしては、1992年の「ふりむいて抱きしめて」以来となるオリコントップ10入りを逃し、売上も10万枚を割り込んだ｡

## 収録曲
| 全編曲: WANDS。 |                                      |           |           |       |
| #               | タイトル                             | 作詞      | 作曲      | 時間  |
| 1.              | 「Brand New Love」                   | 坂井泉水  | 綿貫正顕  | 5:05  |
| 2.              | 「Hurts Good」                       | 木村真也  | 木村真也  | 3:45  |
| 3.              | 「Brand New Love」(Original Karaoke) |           |           | 5:03  |
| 合計時間:       | 合計時間:                            | 合計時間: | 合計時間: | 13:53 |

## 楽曲解説
1. Brand New Love
  - 三菱自動車「ミラージュマリオン&チャレンジャーシティクルージング」CMソング。
  - イントロが坂井泉水のヴォイスから始まるトランスロックナンバー。公式サイトでは、「シンプルなロック・サウンドに数種類のサンプリング音やスクラッチ、ラップのアレンジを施すことによって、今までにない程、ドライブ感溢れるスペイシーな作品に仕上がっている。」と評価している。杉元一生は、過去に本曲を雑誌のギターヒーローで活動の転機になった曲として上げたことがある[1][出典無効]。
  - 1997年の9月頃から楽曲制作を行っており、同年12月に本格的なレコーディングが行われた。
  - 12月のレコーディング開始から約数週間の間で歌詞がかなり書き換えられた。
  - 13thシングル曲の候補は同曲と、もう1曲有力候補があった。
  - SO-FIの大島こうすけ（WANDS初代キーボーディスト）や佐々木美和もラップで参加しているが、実際のレコーディングではラップに参加した3人とWANDSメンバーの接触は無かった。また、坂井・大島の両者にとっては、唯一の共演作である。
  - ライブに関しては、杉元一生率いるバンド、LIT-HUMが2009年のライブでセルフカバー。また、和久二郎（現・松元治郎）も、発売から15年の時を経て、2012年12月に開催された「松元治郎 1st LIVE」で初披露した。同ライブには綿貫もゲストとして出演し、15年の時空を越えて「Brand New Love」が演奏できて感慨深かったことと[2]、この曲を作って良かったと語っている[3]。
  - 2021年、WANDSとして18枚目のシングルである「カナリア鳴いた頃に」の通常盤のカップリングに、第5期メンバーでリメイクした「Brand New Love [WANDS第5期ver.] 」が収録された[4][5]。
2. Hurts Good
  - 前作に続き、木村が作詞・作曲を担当したカップリング曲。シンセとエッジの利いたギターサウンド主体のロックナンバーとなっており、歌詞はタイトル通り、逆境について歌った内容となっている。

## 収録アルバム
| 楽曲           | 発売日         | 収録アルバム | 備考                        |
| -------------- | -------------- | ------------ | --------------------------- |
| Brand New Love | 1999年10月27日 | AWAKE        | 5枚目のオリジナルアルバム。 |

## 参加ミュージシャン
- 綿貫正顕：ギター
- 小野塚晃（当時DIMENSION）：キーボード
- 大田紳一郎（現doa）：コーラス
- 生沢祐一：コーラス
- 伊藤強：コーラス
- 川島だりあ：コーラス
- 高原由妃：コーラス
- 大島こうすけ：ラップ
- 佐々木美和：ラップ
- 坂井泉水：ヴォイス

## カバー
| 曲名           | アーティスト | 収録作品 | 発売日        | 備考           |
| -------------- | ------------ | -------- | ------------- | -------------- |
| Brand New Love | ZARD         | 『永遠』 | 1999年2月17日 | セルフカバー。 |